# クラウディオ・アバド

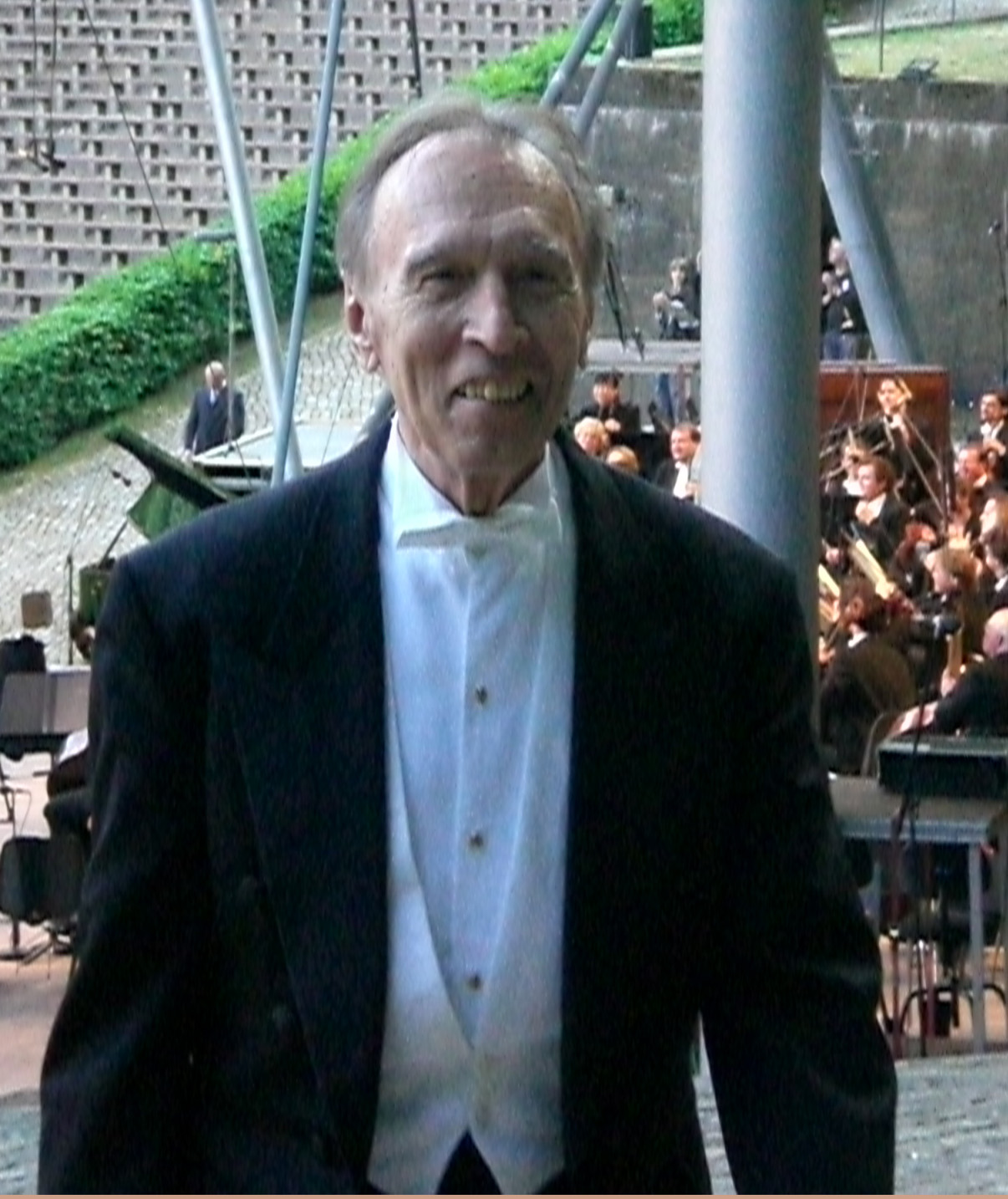
クラウディオ・アバド

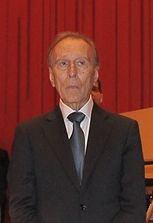
クラウディオ・アバド

クラウディオ・アバド（またはアッバード、Claudio Abbado, 1933年6月26日 - 2014年1月20日）は、イタリア・ミラノ出身の指揮者。

## 来歴

### 生い立ち等
1933年に、ミラノの音楽一家に生まれる。父のミケランジェロ・アバドは、イタリア有数のヴァイオリンの名教育者であり、ヴェルディ音楽院の校長を務めた。19歳の時には父と親交のあったトスカニーニの前でJ.S.バッハの協奏曲を弾いている。

### 指揮者としてデビュー
ヴェルディ音楽院を経て、1956年からウィーン音楽院（現ウィーン国立音楽大学）で指揮をスワロフスキーに学んだ。1958年クーセヴィツキ―国際指揮者コンクール、1963年ミトロープス国際指揮者コンクールで優勝。その間1959年に指揮者デビューを果たした後、カラヤンに注目されてザルツブルク音楽祭にデビューする。ベルリン・フィルハーモニー管弦楽団やウィーン・フィルハーモニー管弦楽団、シカゴ交響楽団、シュターツカペレ・ドレスデンなどの桧舞台に早くから客演を重ね、確実にキャリアを積み重ねていく。

### ミラノ・スカラ座時代
1968年にミラノ・スカラ座の指揮者となり、1972年には音楽監督、1977年には芸術監督に就任する。イタリア・オペラに限らず広大なレパートリーを高い質で提供しつつ、レコーディングにも取り組んだ。スカラ・フィルハーモニー管弦楽団を設立してオーケストラのレベルを格段に上げたことは特筆される。ウィーン転出を機に1986年に辞任する。なお、アバドはイタリア・オペラでもプッチーニやヴェリズモ・オペラは取り上げないなど、独自のこだわりを持っている。一方では、1960年代までは『セビリアの理髪師』以外は上演機会が少なく存在感の薄い存在だったロッシーニを積極的に再評価し、いわゆるロッシーニ・ルネッサンスの立役者の一人となった。

### ロンドン時代
イギリスでも1979年に、ロンドン交響楽団の首席指揮者、1983年には同楽団の音楽監督となった。レコーディングはさらに増え、楽団員と良好な関係を築きオーケストラのモチベーションを引き上げることに成功する。押しも押されもせぬ世界のトップクラスに躍り出て、いよいよ黄金期を迎えるかという矢先、アバドが契約延長をしないことを発表した。楽団員は延長を望んでいたこともあり、失望は大きかった。

### ウィーン時代
1986年には、ウィーン国立歌劇場音楽監督に就任し、音楽面に専念する形でグローバル化を図った。ムソルグスキーなどのオペラを頻繁に取り上げ、レパートリー拡充に尽力した。また、必然的にウィーン・フィルとの共演も増え、ベートーヴェンの交響曲全集など数々のレコーディングが実施された。しかし伝統を重視するエーベルハルト・ヴェヒターが総監督に就任すると、1991年に辞任した。

### ベルリン・フィル時代
1990年、マゼールなど他に様々な有力指揮者らの名前が挙がった中、カラヤンの後任として選出されベルリン・フィルハーモニー管弦楽団芸術監督に就任し、名実共に現代最高の指揮者としての地位を確立した。ベルリン・フィルとの組み合わせでの初来日は1992年（同行ソリストはムローヴァ、ブレンデル）。同芸術監督には2002年まで在任した。アバド時代のベルリン・フィルについて、アバドの音楽的功績や指導力については評価は様々である。在任年間のベルリン・フィルとの録音として、ベートーヴェン交響曲全集（2回目・3回目）や、ヴェルディのレクイエム、マーラーの第3番、第5番、第8番、第9番、ワーグナー管弦楽曲集、などがある。現代音楽もいくつか録音されている。

### ベルリン・フィル退任以降

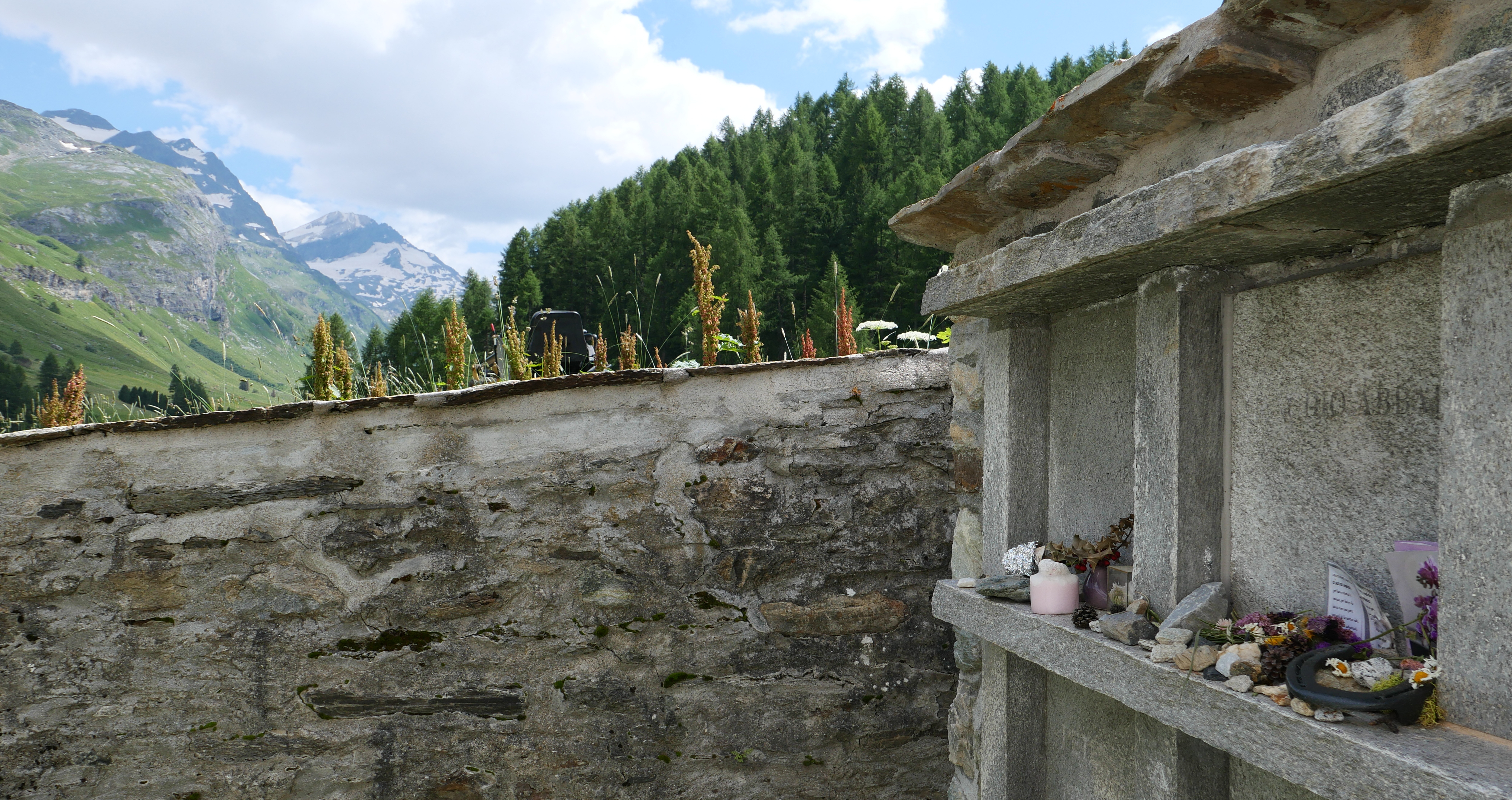
2024年の骨壷の墓。背景にフェックス渓谷が見える。

2000年に胃癌で倒れ、以後の活動が懸念されたが、手術を受けて健康状態は持ち直し、ベルリン・フィル辞任後も新たな活動を続けた。2003年以降はルツェルン祝祭管弦楽団などや、自身が組織した若手中心のオーケストラ（マーラー室内管弦楽団、モーツァルト管弦楽団など）と活動することが多かった。ベルリン・フィルへも定期的に客演を行っているが、ウィーン・フィルとは、同団特有のローテーション制（リハーサルと本番で違う奏者が出てきたりする）に関する意見の相違から、疎遠となっていった。2006年にルツェルン祝祭管弦楽団と来日、ルツェルン・フェスティバル・イン・東京の一環としてサントリーホールにてオーケストラ公演が行われた。夏のルツェルンにての公演でも高い評価を得ていたブルックナー交響曲第4番の演奏がとりわけ評判となった。
2014年1月20日、ボローニャの自宅で胃癌により逝去。80歳没。アバドの遺体は火葬され、遺灰の一部が入った骨壷が、ヴァル・フェックスにある15世紀のフェックス・クラスタ礼拝堂の墓地に埋葬された。この墓地は、アバドが別荘を構えていたスイスのグラウビュンデン州シルス・マリア村の一部である。

## 人物
楽曲解釈は知的なアプローチをとるが、実際のリハーサルではほとんど言葉を発さず、あくまでタクトと身体表現によって奏者らの意見を募る音楽を作っていくスタイルだという（エマニュエル・パユなどの証言）。
同郷のピアニスト、マウリツィオ・ポリーニや、作曲家ルイジ・ノーノとの長きにわたる交友関係でも知られる。また、マルタ・アルゲリッチとも多くの録音がある。原典版の『禿山の一夜』や『ボリス・ゴドゥノフ』、ショスタコーヴィチ版の『ホヴァーンシチナ』のレコーディングを行うなど、ムソルグスキー・フリークとしても有名である。
一時期不仲が伝えられたリッカルド・ムーティとは、音楽祭や若手オーケストラを通じて交流が始まり、互いに尊敬の念を伝え合うなど関係は良好であった。ヴァイオリニストのクレーメルとは相性が悪かったらしく、クレーメルの自伝の中で、アバドとマゼールは無能扱いされている。オペラ監督のダニエル・アバドは息子、指揮者のロベルト・アバドは甥である。一時期ヴィクトリア・ムローヴァと不倫関係にあり、ウィーンで4年間生活を共にしていた。ムローヴァとの間に男児がいる。
生涯プッチーニの作品は演奏しなかったが、その理由として、2003年に高松宮殿下記念世界文化賞を受賞した際の記者会見で、「プッチーニが嫌いなわけではない。ただ、私は革新にひかれる」と答えている。

## 受賞歴
- エルンスト・フォン・ジーメンス音楽賞（1994年）
- 高松宮殿下記念世界文化賞（2003年）
- ウルフ賞芸術部門（2008年）